# Mistrzostwa Polski w kolarstwie przełajowym 1960
Mistrzostwa Polski w kolarstwie przełajowym 1960 odbyły się we Wrocławiu.

## Wyniki
- Bogusław Fornalczyk (LZS Zieloni)[1]
- Zbigniew Głowaty (Włókniarz Niemodlin)
- Franciszek Przecinkowski (Stomil Poznań)